# Wissenschaftsjahr 1503
Liste der Wissenschaftsjahre

1500 | 1501 | 1502 | Wissenschaftsjahr 1503 | 1504 | 1505 | 1506 | 1507 | ► | ►►

Weitere Ereignisse
Dieser Artikel behandelt das Wissenschaftsjahr 1503.

## Ereignisse

### Geowissenschaften

#### Geographie / Entdeckungen
- Ludovico de Varthemas Reisebericht (Itinerario): Titelseite des Buches in der ersten italienischen Ausgabe von 1510

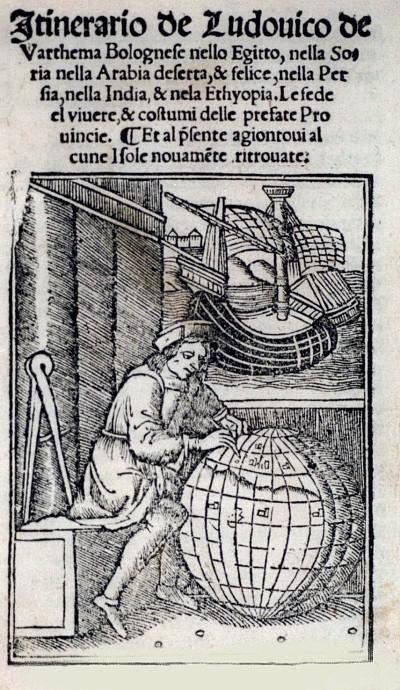
Ludovico de Varthemas Reisebericht (Itinerario): Titelseite des Buches in der ersten italienischen Ausgabe von 1510

- 10. Mai: Christoph Kolumbus erblickt zum ersten Mal die Cayman Islands, die er nach den zahlreichen dort vorkommenden Meeresschildkröten Las Tortugas nennt.
- Der Bologneser Ludovico de Varthema schließt sich in Damaskus einer Karawane nach Mekka und Medina an und beschreibt später in seinem Reisebericht (Itinerario) die Heiligen Stätten des Islam sehr detailliert und unvoreingenommen.

### Ingenieurwissenschaften

#### Wehrtechnik
- 28. April: In der Schlacht von Cerignola zwischen Spanien und Frankreich besiegen die zahlenmäßig unterlegenen spanischen Streitkräfte die Franzosen durch den Einsatz von Arkebusen und Pikeniere in einer disziplinierten Formation. Die Schlacht gilt als die erste in der Geschichte, die mit Handfeuerwaffen gewonnen wird.

#### Befestigungswesen
- Beim Bau der Stadtmauern von Arezzo integriert der italienische Architekt Giuliano da Sangallo Bastionen, eine zu diesem Zeitpunkt neue Technologie.[1]

## Erstveröffentlichungen
- Die 1489 bis 1496 entstandene Enzyklopädie Margarita Philosophica von Gregor Reisch wird in Freiburg durch den aus Straßburg stammenden Drucker Johann Schott erstmals gedruckt. Das Werk enthält als Universitas literarum das gesamte menschliche Wissen des späten Mittelalters. In zwölf Büchern werden die „Sieben Freien Künste“ behandelt sowie anschließend Prinzipien und Entstehung der Naturdinge, Physiologie, Psychologie und Moralphilosophie. Das Werk wird für 100 Jahre das am weitesten verbreitete Lehrbuch der Philosophie und des enzyklopädischen Wissens für das Studium der Artes liberales. Es gilt als die älteste gedruckte Enzyklopädie. Schon ab dem folgenden Jahr erscheinen zahlreiche Neuauflagen und Raubdrucke.

## Geboren
- 06. April: Jakob Micyllus, deutscher Humanist und Pädagoge († 1558)
- 01. Mai: Celio Secondo Curione, italienischer Gelehrter und Reformator († 1569)
- 03. Juli: Franz Burchart, deutscher Gelehrter und Politiker († 1560)

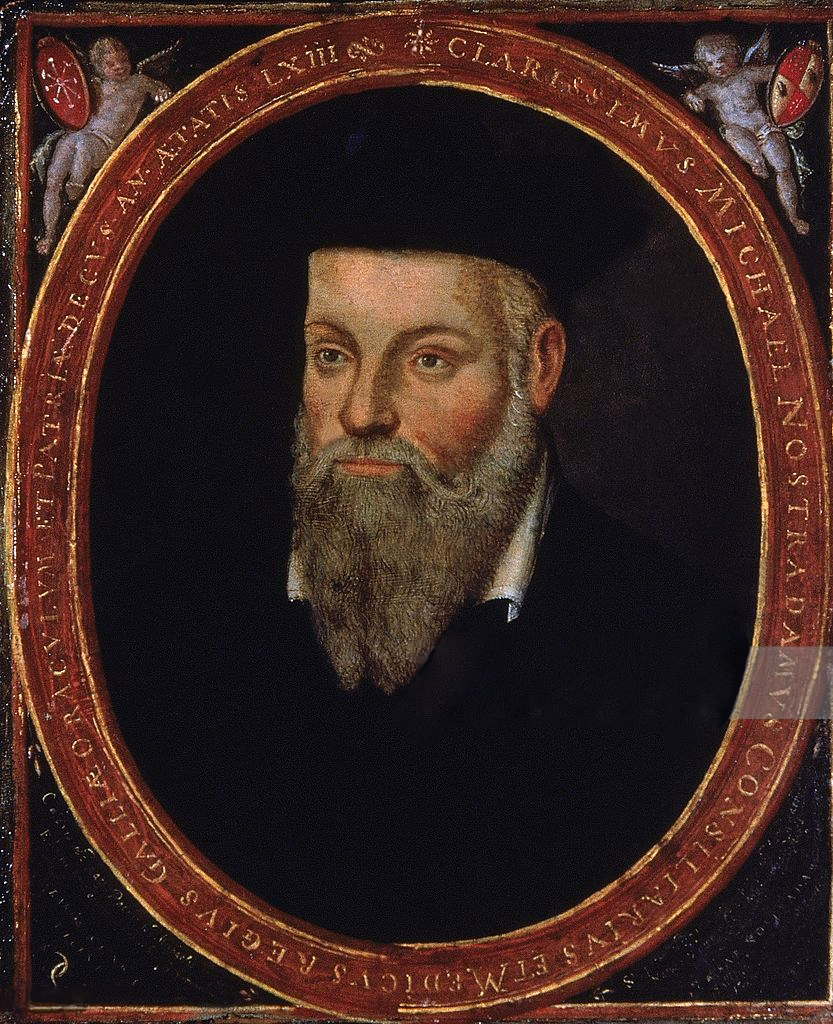
Nostradamus; * 14. Dezember

- 14. Dezember: Michel de Notre-Dame, französischer Arzt und Astrologe († 1566)

## Gestorben

### Todesdatum gesichert
- 28. April: Johannes Tolhopf, deutscher Humanist, Rektor an der Universität Ingolstadt und Domherr zu Regensburg (* 1429)

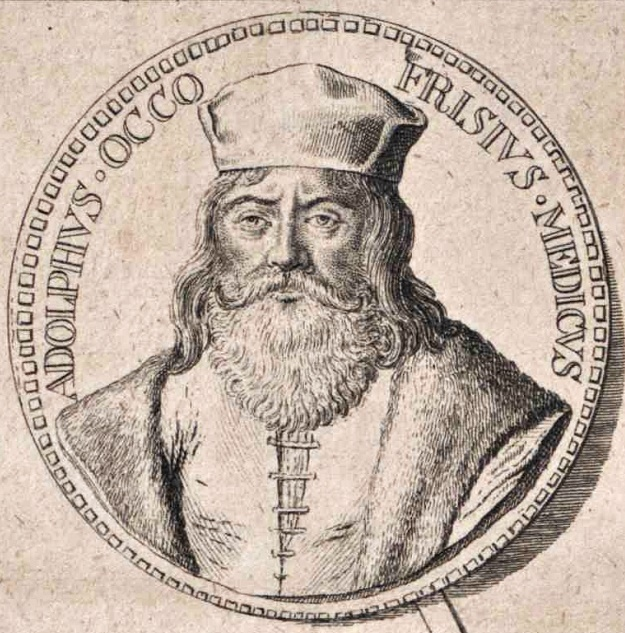
Adolph Occo; † 24. Juli

- 24. Juli: Adolph Occo, deutscher Mediziner und Humanist (* 1446/47)

- 18. August: Conrad Türst, eidgenössischer Wissenschaftler (* um 1450)
- 17. September: Giovanni Pontano, italienischer Gelehrter, Humanist (* 1429)
- 02. Oktober: Martin Fuhrmann, deutscher Philologe, Theologe, Hochschullehrer und Gründer einer Stipendienstiftung (* um 1450)

### Genaues Todesdatum unbekannt
- Andrés Gutiérrez de Cerezo, spanischer Humanist und Hochschullehrer (* 1459)

- Felinus Sandeus, Kirchenjurist und Bischof von Lucca (* 1444)